# Christian, Duce de Augustenborg
Christian August al II-lea, Duce de Schleswig-Holstein-Sonderburg-Augustenburg (1798–1869, Christian Carl Frederik August), a fost pretendent al provinciilor Slesvig și Holstein și fiefholder de Augustenborg și Sønderborg. A fost prinț din Casa de Schleswig-Holstein-Sonderburg-Augustenburg și descendent al Casei regale daneze, Casa de Oldenburg. 